# Чарльз Бекон
Чарльз Джозеф Бекон молодший (англ. Charles Joseph Bacon Jr.; нар. 9 січня 1885 — пом. 15 листопада 1968) — американський легкоатлет, який спеціалізувався в бігу з бар'єрами.

## Із життєпису
Олімпійський чемпіон з бігу на 400 метрів з бар'єрами (1908). На попередніх Іграх у 1904 був дев'ятим у бігу на 1500 метрів.
Учасник позачергової Олімпіади-1906 в Афінах (5 та 6 місця в бігу на 400 та 800 метрів відповідно).
Автор першого в історії ратифікованого ІААФ світового рекорду з бігу на 400 метрів з бар'єрами.

## Основні міжнародні виступи
| Рік  | Змагання                     | Місто     | Місце | Дисципліна |
| ---- | ---------------------------- | --------- | ----- | ---------- |
| 1904 | Олімпійські ігри             | Сент-Луїс | 9     | 1500 м     |
| 1906 | Позачергові Олімпійські ігри | Афіни     | 5     | 400 м      |
| 1906 | 6                            | 800 м     |       |            |
| 1908 | Олімпійські ігри             | Лондон    | 1     | 400 м з/б  |